# Lengyel József (vasutas)
Lengyel József mozdonyvezető, sztahanovista.

## Élete
Részt vett a sztahanovista mozgalomban. 1948 és 1953 között a Szabad Nép című napilap munkaversennyel kapcsolatos cikkeiben 15 alkalommal szerepelt, ezzel ő volt az adott időszakban a folyóirat legtöbbször hivatkozott vasutasa.
A korabeli Filmhíradó szerint Lengyel József az 500 kilométeres mozgalom elindítója. 1950 márciusában felszólalt a Magyar sztahanovisták I. kongresszusán. 1951 márciusában a berlini nemzetközi munkáskonferenciára utazó küldöttség tagja.